# Uraniemburgo
Uraniemburgo (en alemán: Oranienburg, pronunciación: /oˈʁaːni̯ənˌbʊʁk/ⓘ) es una ciudad alemana del estado federado de Brandeburgo y capital del distrito del Alto Havel. Uraniemburgo está localizada a 35 km al norte de Berlín, en las riveras del río Havel.

## Historia
El nombre original de esta población fue Bötzow, el cual fue fundado en el siglo XII. Fue mencionado por primera vez en 1216 como Bothzowe hasta el siglo XVII En 1646, Federico Guillermo I de Brandeburgo se casó con Luisa Enriqueta de Orange-Nassau, quien se sentía atraída por la localidad de Bötzow. La princesa ordenó la construcción de un castillo en esta población y su cambio de nombre a Uraniemburgo (alemán: Oranienburg), lo cual ocurrió en 1653. 

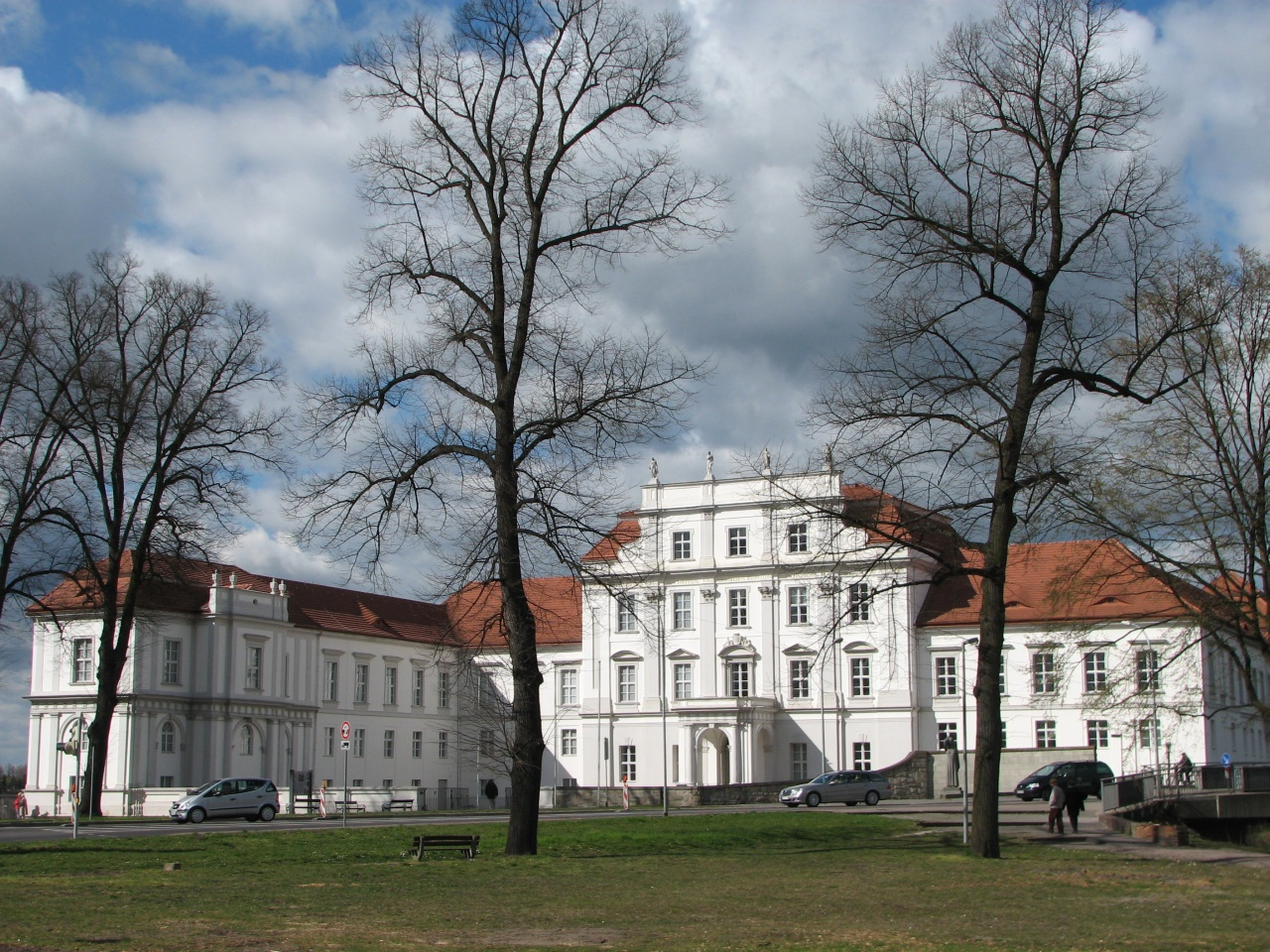
El castillo de Uraniemburgo.

En 1933, durante la Alemania nazi, en Uraniemburgo fue construido uno de los primeros campos de concentración, el de Sachsenhausen. 
Las ciudades hermanas de uraniemburgo son: Bagnolet (Francia), Mělník (Chequia), Vught (Países Bajos), Hamm y Friedrichsthal, (Alemania).